# Ascotis sordida
Ascotis sordida är en fjärilsart som beskrevs av W. Warren 1895. Ascotis sordida ingår i släktet Ascotis och familjen mätare. Inga underarter finns listade i Catalogue of Life.